# جمهورية روسيا
جمهورية روسيا ( بالروسية : Республики России) هو اسم روسيا بعد ما قامت الحكومة المؤقتة بتغيير اسم البلاد من الإمبراطورية الروسية إلى جمهورية روسيا بعد سقوط حكم القيصر نيكولا الثاني وقتله وقامت الحكومة المؤقتة بتغيير شعار الدولة من شعار نبالة الإمبراطورية الروسية إلى شعار نبالة الحكومة المؤقتة

## العلم
لم تقم الحكومة المؤقتة بتغيير علم الدولة بقي علم الإمبراطورية الروسية حتى قيام الثورة البلشفية وتأسيس الاتحاد السوفيتي مراجع
1. ↑  سامر (2 أبريل 2019). روسيا من ثورة إلى ثورة. Alaan Publishing Co. ISBN:978-9923-13-060-5. مؤرشف من الأصل في 2020-07-04.